# Amorphophallus elegans
Amorphophallus elegans är en kallaväxtart som beskrevs av Henry Nicholas Ridley. Amorphophallus elegans ingår i släktet Amorphophallus och familjen kallaväxter. Inga underarter finns listade.